# 贲门癌
贲门癌（carcinoma of cardia）在肿瘤学上指原发于贲门（食管与胃的接口）处的恶性肿瘤。
1998年，国际胃癌协会和国际食管疾病协会将贲门癌定义为肿瘤中心位于食管与胃结合部，贲门近端/远端5厘米以内的腺癌：
- I型：原发于食管下端的食管癌
- II型：原发于贲门本身的癌症
- III型：原发于胃上部的胃癌

贲门癌的症状与食管癌和胃癌类似，有时候被划归为胃癌的一类。
对贲门癌的根治主要靠手术切除。贲门癌在组织学上多属于腺癌，不能进行放疗辅助治疗，化疗有一定效果但不甚明显。目前贲门癌的预后比食管癌和胃癌都要差--从术后5年生存率来看，早期胃癌、食管癌、贲门癌的单纯术后生存率分别为80-90%，20%和10%。